# Taskombang
Taskombang is een bestuurslaag in het regentschap Klaten van de provincie Midden-Java, Indonesië. Taskombang telt 2905 inwoners (volkstelling 2010).